# Gastronomía de Tabasco

## Orígenes
La cocina regional tabasqueña es una mezcla que representa los movimientos migratorios históricos de españoles y negros junto con la cocina prehispánica maya-chontal, y también es resultado de la gran cantidad de vegetales, frutas y animales existentes en la entidad, pues el aislamiento en el que vivió tabasco durante muchos años propició que la gastronomía tenga una sazón y un toque único.
En la época precolombina, los mayas tenían una alimentación basada en el maíz y frijol, cultivados por ellos desde tiempo inmemorial, al que le añadieron los comestibles silvestres como vegetales y animales, que encontraban en la naturaleza.

## Ingredientes principales
La naturaleza tabasqueña es amplia y variada. Cuenta con abundancia de hierbas y frutos que dan un sazón muy especial a su gastronomía. El ganado bovino de Tabasco cuenta con una alta calidad, de hecho, el estado es de los principales productores a nivel nacional. Y los pescados y maríscos son frescos y deliciosos debido a los numerosos ríos, lagunas y lagos con que cuenta el estado, además del litoral tabasqueño. Toda esta diversidad, se refleja en su rica y variada gastronomía.

### Vegetales
Dentro de los principales ingredientes vegetales destacan: el pepino, el achiote (una pasta roja que sirve como colorante, hecha del polen de la flor que se llama Bixina orellana), chaya, momo o hierba santa y muste , perejil, epazote, cilantro, chipilin (una hoja que se utiliza principalmente en la preparación de tamales), hoja de plátano macho (Musa paradisiaca) o de too (hoja blanca), y chinin (Persea schiedeana Ness), sin faltar el tradicional chile amashito, que le dan un sabor demasiado amargo y singular olor, color entre verde y naranja sabor a los guisos típicos del estado de Tabasco.

### Carnes y aves
En lo referente a las cárnes, en los platillos tabasqueños se utiliza principalmente la carne de res, cerdo y pollo, aunque también existen platillos con carnes de otras especies como pavo, pato, pijije (pato de monte) en algunos municipios y borrego.

### Pescados y mariscos
Los tabasqueños, son muy aficionados al pescado y a los maríscos prácticamente durante todo el año, aunque su consumo se acrecienta más en la época previa y posterior a la "Semana Santa".
Los pescados y maríscos más utilizados en la gastronomía de Tabasco son: robalo, mojarra, liza, pámpano, sábalo, huachinango, ostión, camarón, tenguayaca, jaiba, pigua (langostino), sin faltar el típico pejelagarto, la especie más representativa del estado.

## Gastronomía
La cocina de Tabasco es exótica y variada, donde podemos encontrar platillos prehispánicos como tamales de chipilín, tortuga en salsa verde, la barbacoa de pescado y en menor proporción el pejelagarto asado, junto a otros platillos ya en los que se nota la mezcla con la cultura española, como la carne salada, el puchero tabasqueño, los camarones o la carne de res. 
- Calabacitas con camarón
- Platanitos rellenos de carne o queso
- Arroz con mariscos
- Calabacitas con puerco
- Calabacitas con flor de calabaza y elote
- Sopa de chaya
- Sopa de plátano macho
- Tostadas de plátano macho
- Tortilla de yuca

### Carnes y aves
- Puchero tabasqueño (elaborado con yuca, macal, camote,  calabaza, elote, chayote, plátano verde y carne de res)
- Carne salada con chaya y elote
- Frijol con puerco
- Pollo en chirmol
- Pijije en pipian
- Longaniza con jamón
- Butifarra

### Pescados y mariscos
- Robalo a la tabasqueña
- Pigua (langostino) al mojo de ajo
- Camarones entomatados
- Caldo de camarón con calabaza
- Tortitas de camarón en verde
- Pejelagarto asado
- Pejelagarto en chirmol
- Ensalada de pejelagarto
- Barbacoa de pescado
- Pescado "sudado" en hoja momo
- Ostiones ahumados al "tapesco"
- Cangrejo en chirmol
- Tortilla rellena de mariscos
- Mariscos al chiltepín.

### Tamales

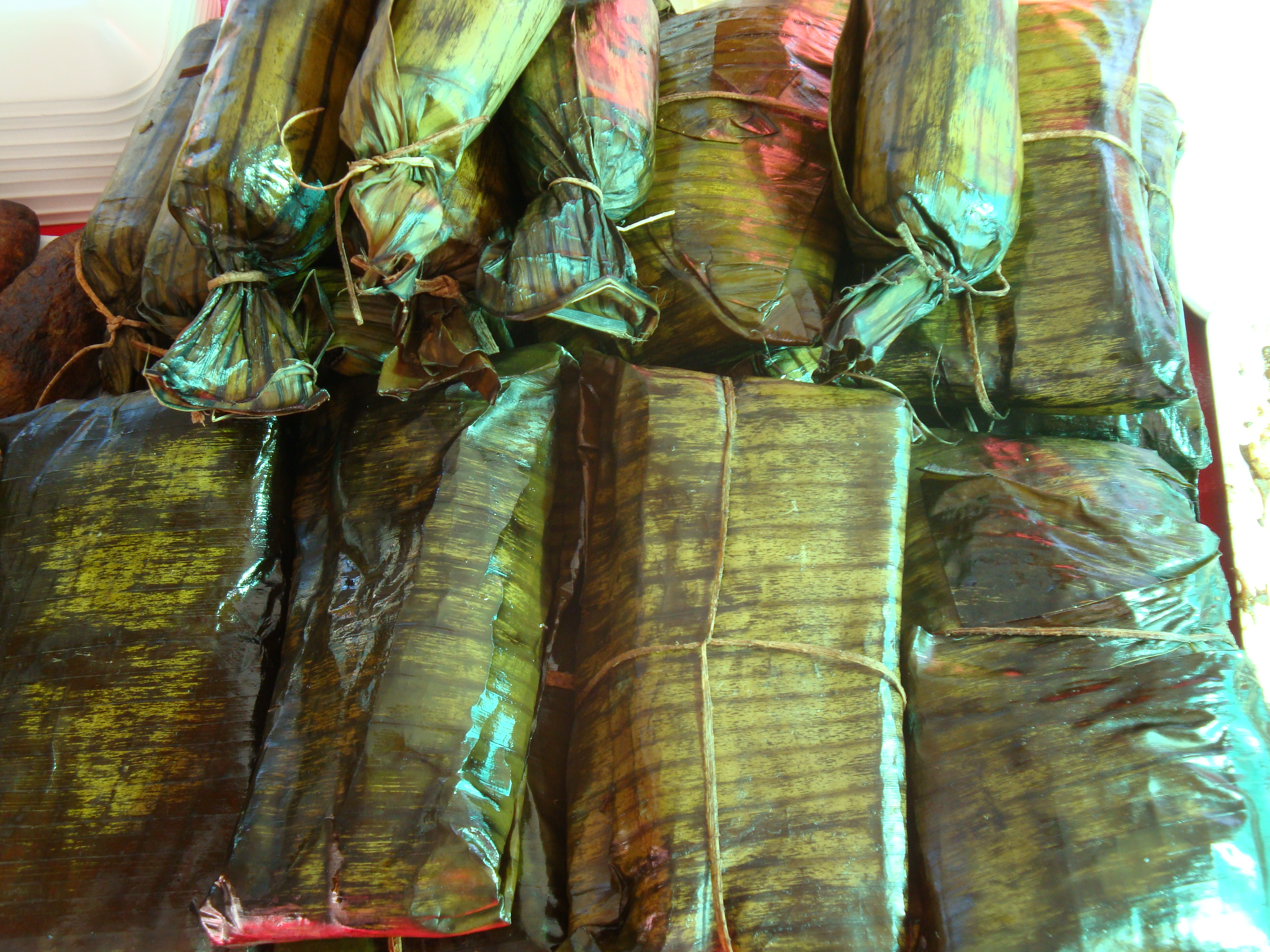
Tradicionales tamales tabasqueños.

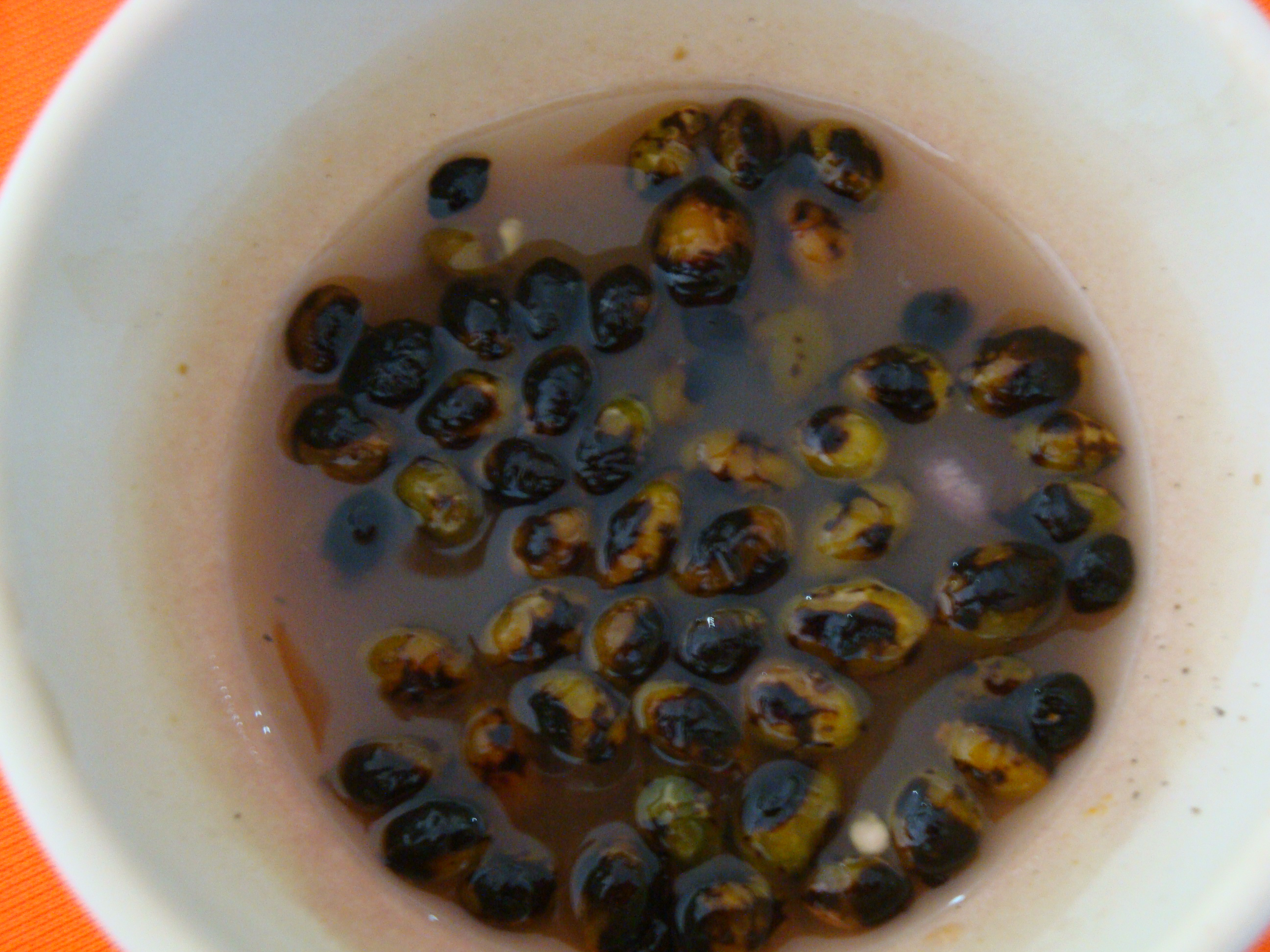
Salsa de chile amashito asado.

Los tamales en Tabasco son de consumo habitual, para envolverlos se utiliza hoja de plátano.
Dentro de los tradicionales tamales tabasqueños se pueden mencionar: 
- Chanchamito: Tamal redondo y de pequeño tamaño, parecido al mixiote envuelto y amarrado en hoja de plátano, O joloche.
- Manea: Tamal grande elaborado de masa, con cilantro, perejil, tomate, cebolla, y con carne de cerdo, o pollo deshebrada.
- De "caminito": Elaborado de masa colada, llamado así porque a lo largo del tamal lleva carne guisada formando un "caminito".
- Potze: Es un tamal de carne de cerdo o res con hoja de momo o "hierba santa", envuelto en hoja de to, parecida a la del plátano, pero más resistente.

- Frijol con puerco
- Frijol con chaya
- De frijol con momo
- De chipilín
- De masa colada con carne de pavo o cerdo
- De pejelagarto
- De pescado

### Complementos
- Totoposte: Tortilla grande muy delgada y tostada, de unos 60 cm de diámetro, elaborada con masa muy fina de maíz y manteca de cerdo.
- Xguáj: Tortilla "gruesa" grande elaboradas de masa de maíz y hecha a mano sobre hoja de plátano. Para su elaboración el maíz se pone a cocer con cal, luego este se lava perfectamente con agua, se muele y se amasa y luego se procede a elaborar las tortillas a mano para posteriormente ponerlas en un comal.
- Penchuque: Tortilla muy gorda y grande, por lo común aderezada con coco, frijoles o chicharrón, para darle mejor sabor.
- Gorditas: Tortilla "gruesa" más pequeña que las normales, elaboradas de masa de maíz y hechas a mano sobre hoja de plátano. Pueden rellenarse de chorizo, papa con chorizo, carne de res guisada o pollo deshebrado.
- Plátano machacado: Plátano macho, que después de cocido, es cortado en rodajas, las cuales se pasan en agua con sal y posteriormente son "machacadas" o aplanadas, para finalmente freírse en aceite.
- Queso ahumado: Queso de bola tipo provolone, encerado y ahumado en forma artesanal.
- Chile amashito entero, machacado o en salsa.
- Tortilla de maíz nuevo: Tortilla gruesa elaborada con maíz tierno, se comen con frijol y queso.
- Tortilla al mojo de ajo: Tortilla gruesa de masa de maíz frita con ajo machacado y sal, puede ser rellenada con queso, frijoles, camarones y ajos fritos.

## Dulces

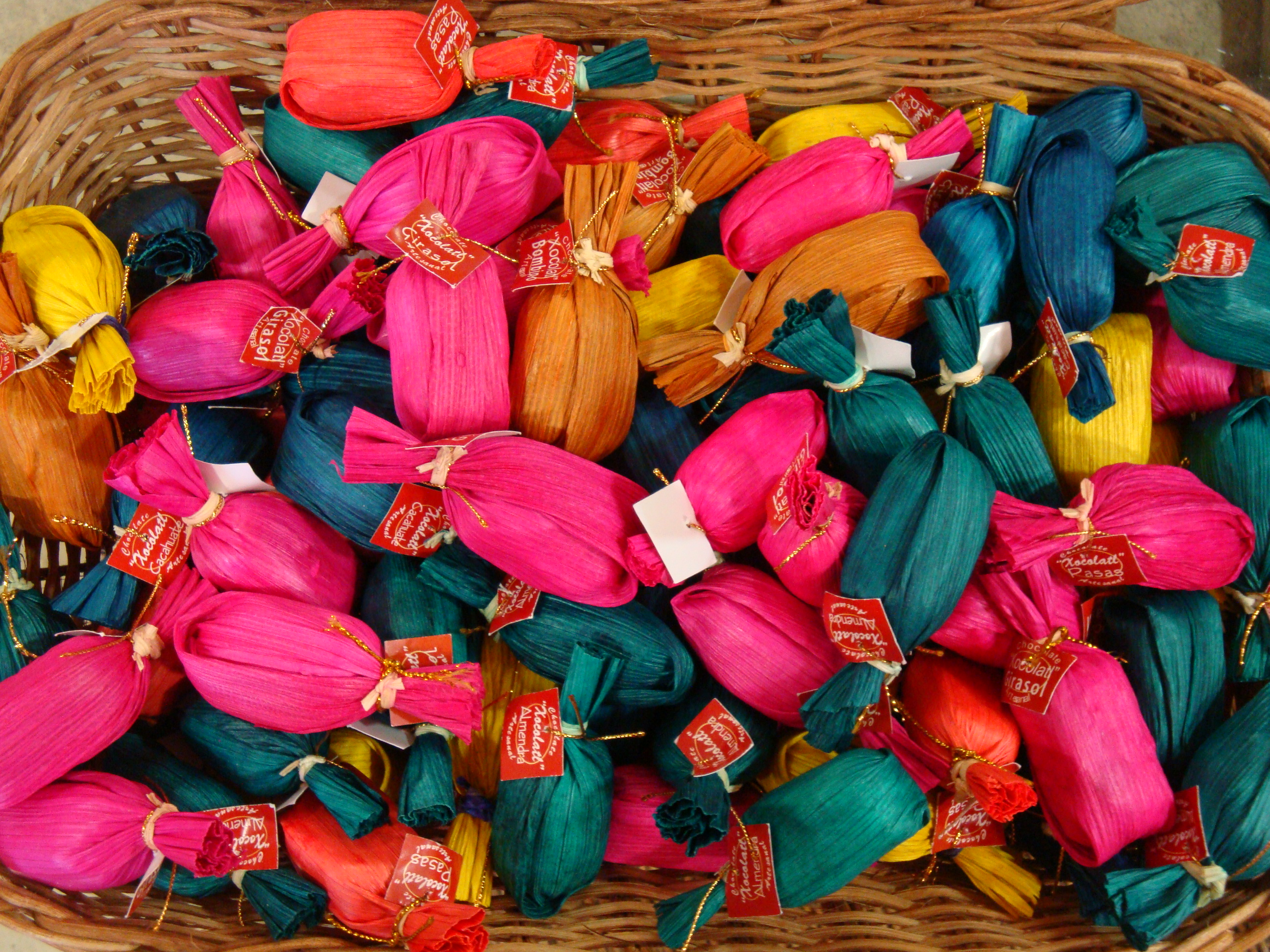
El Chocolate, la delicia tabasqueña que conquistó al mundo.

En lo referente al dulce típico de Tabasco, hay que destacar: 
- Sisguaj: Torta de maíz tierno, de origen prehispánico, es uno de los dulces más tradicionales del estado.
- Dulce de papaya zapote,
- Dulce de guapaque: Fruto de sabor agridulce parecido al tamarindo.
- Dulce de "oreja de mico": Es una especie papaya pequeña, que al partirla por mitad, parece una oreja de mono.
- Dulce de calabaza
- Dulce de melocotón
- Dulce de cocoyol
- Dulce de papaya con coco rayado
- Dulce de leche
- Dulce de coco rayado y tostado
- Dulce de nance
- Dulce de coco con piña o camote envuelto en hoja de joloche
- Dulce de plátano con miel (Cha't t'jaas)
- Pan de plátano
- Torrejas de yuca
- Tortillas de coco: Tortillas tostadas y de sabor dulce.
- Platanitos rellenos de carne o queso
- Melcocha de azúcar o de panela
- Merengón (merengue de guanábana)
- Queques: Galleta de harina y panela, con la orilla ondulada.
- Panetela: Pan esponjoso
- Papin: Pan elaborado con leche, huevo y canela.
- Muéganos
- Chocolates

| Dulces típicos de Tabasco |                              |                             |                                     |
|                           |                              |                             |                                     |
| Dulce de coco tierno      | Dulce de cocoyol             | Dulce de "oreja de mico"    | Dulce de papaya                     |
|                           |                              |                             |                                     |
| Dulce de papaya con coco  | Platanitos rellenos de queso | Torrejas de yuca con azúcar | Dulce de coco con piña o con camote |
|                           |                              |                             |                                     |
| Dulce de plátano con miel | Dulce de nance               | Dulce de calabaza           | Muéganos                            |

## Bebidas

### Bebidas no alcohólicas

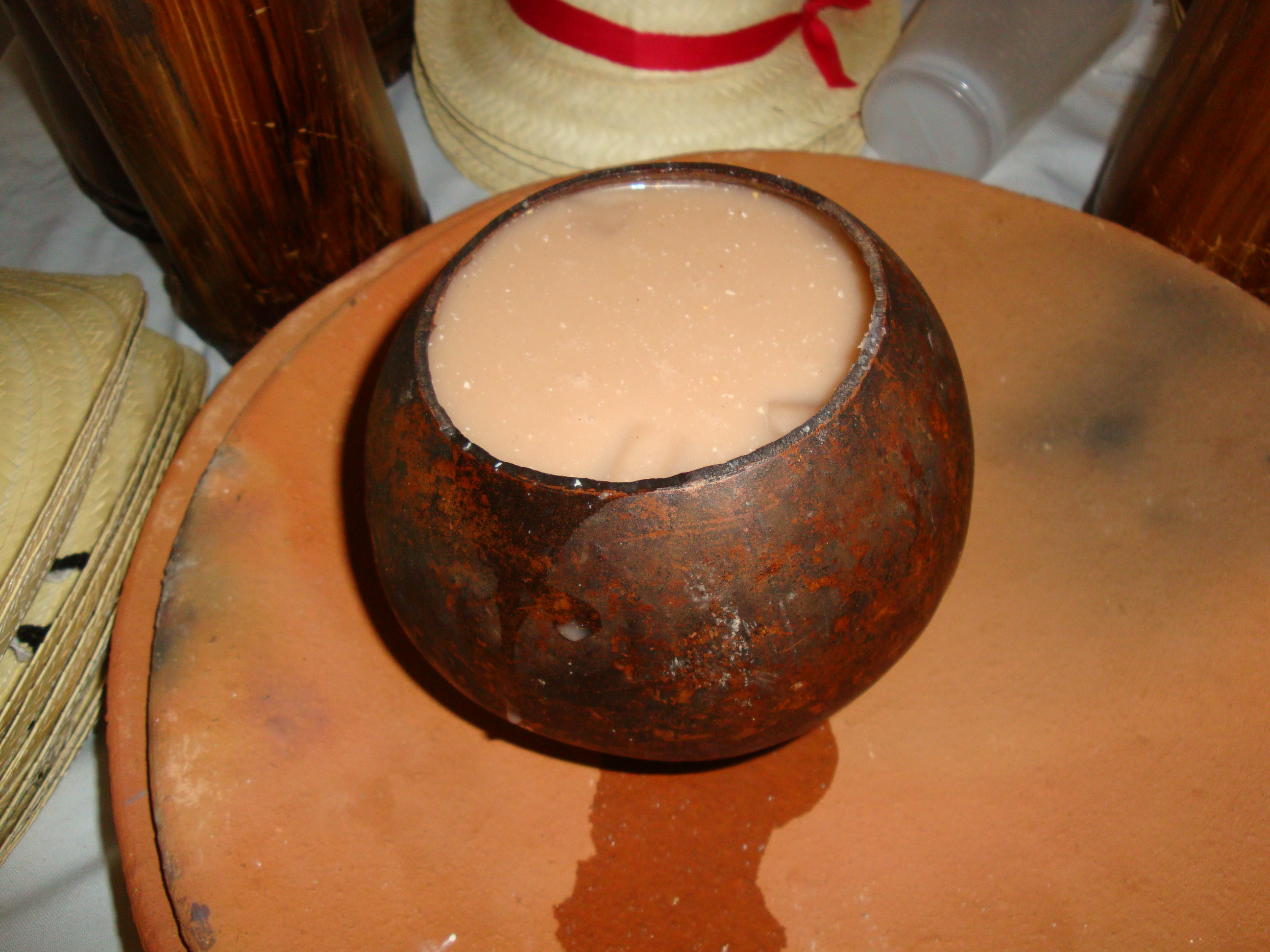
El Pozol, la bebida típica del estado de Tabasco.

- Pozol: Es la bebida típica de Tabasco. Bebida prehispánica hecha a base de masa de maíz, a la que se le puede adicionar cacao, o tomarse agrio, la cual es muy utilizada ya que además de quitar la sed, también quita el hambre, ya que provoca que la persona se sienta satisfecho.

Otras bebidas tradicionales de Tabasco:
- Chorote: Bebida hecha fermentando una mezcla de masa de nixtamal y cacao molido.
- Polvillo: Bebida hecha a base de maíz y cacao tostado y molidos, adicionada con canela.
- Avena con cacao: Bebida hecha a base de avena, cacao y canela.
- Pinole: Se elabora de harina de maíz tostado y molido, actualmente, adicionada con azúcar y canela, y que puede tomarse frío o caliente.
- Cacada: Bebida hecha con la carne que recubre la semilla del cacao.
- Agua de Matalí: Bebida hecha de una planta llamada matalí, a la que se le adiciona limón.
- Agua de naranja agria
- Agua de Pitahaya: Bebida hecha de una la pitahaya, se le puede adicionar limón
- Chocolate

Otras bebidas utilizadas en la gastronomía de Tabasco son:
- Agua de Jamaíca
- Agua de Horchata (puede ser elaborada con arroz, adicionada con coco o hecha con semillas de melón seco)
- Agua de Coco
- Agua de Limón
- Agua de Guanábana

### Bebidas alcohólicas
En lo referente a las bebidas alcohólicas típicas de Tabasco hay que destacar:
- Guarapo: Esta bebida de color blanquecino, es creada a través de la fermentación del maíz tostado, la panela y el agua, es muy común para el Día de muertos y para rezos, ya que se acostumbra a ponerlo en los altares.
- Tepache: A veces también llamada guarapo es una bebida obtenida del fermento de cáscaras de piña con piloncillo o panela.
- lliztle: Es un aguardiente a base de caña, que actualmente se le adiciona sabor a uva, durazno o pera.
- Balché: Bebida elaborada con la corteza del árbol del mismo nombre, se deja fermentar y se endulza con miel o anís.
- Tanchuca: Es una bebida de anís, maíz y chocolate macerados y hervidos.

## Cocina indígena Chontal
En el estado de Tabasco, existe la la etnia chontal, pertenecientes la antigua cultura maya, los chontales se encuentran asentados principalmente en los municipios de Nacajuca, Centro, Jalpa de Méndez y Centla. 
La cocina indígena chontal, es variada y extensa, gracias a las antiguas recetas prehispánicas, y a la gran cantidad de vegetales, frutas y animales existentes en sus comunidades, lo que resulta fundamental, ya que agregan a los platillos, olores, colores y sabores muy particulares.  Entre los platillos y bebidas principales de la gastronomía chontal, podemos destacar:

### Platillos indígenas

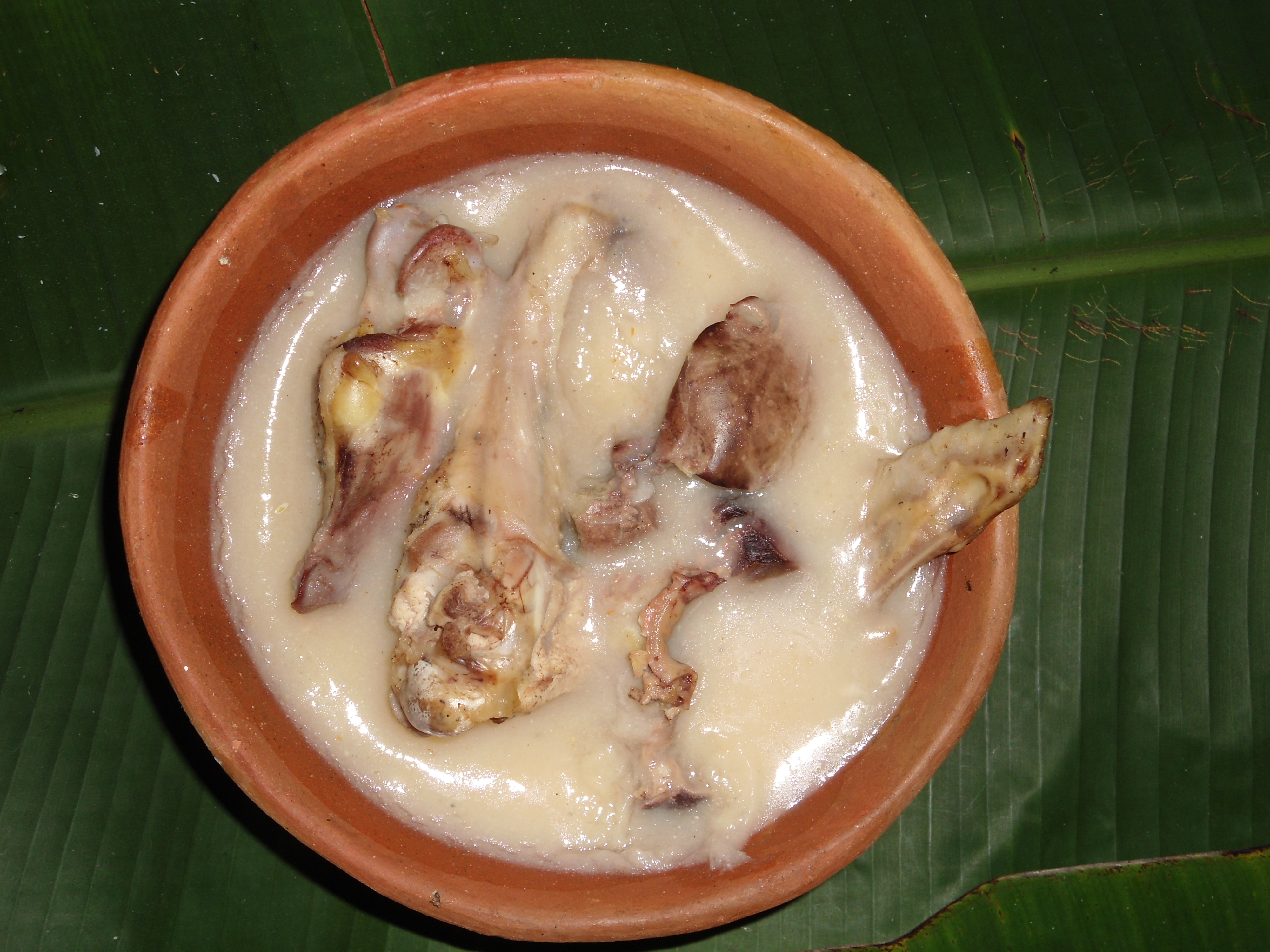
Uliche.

Dentro de los platíllos autóctonos chontales, se encuentran:
- Uliche: Platillo prehispánico, quizá el más antiguo de los platillos típicos de Tabasco, que se prepara principalmente para el día de muertos y en rezos en las comunidades rurales, aunque puede ser consumido cualquier otro día, y consiste en caldo elaborado de masa batida y agua, con carne de pavo o res con hueso, hervida, al que se le adiciona un guiso de cebolla, tomate, chile dulce y ajo, ya servido, se le pone semillas de calabaza y chile amashito al gusto.
- Xhixhi vewaj (Tamales de carne deshebrada con maíz nuevo): Tamal típico de la zona indígena, que se elabora batiendo la masa con carne deshebrada, con un toque de manteca, su característica principal es su envoltura, ya que para envolverlo, se unta una pasta de maíz nuevo en el "joloche" con un toque de dulce, lo que le da un sabor especial.
- Chtchtkbe'wáj de píyo (Tamal colorado de gallina)
- Bewtrbú' t'o' xix chicharrón  (Tamal de frijol con chicharrón)
- Be'ew'tr e'kt'o xix bek'ch'um  (Tamal de chaya con semillas de calabaza)
- Ichir-ibam  (Pejelagarto en chirmole)
- Chapä ja'as  (Plátano sancochado): Se colocan los plátanos en la olla, sobre tamales, lo que le da un sabor original. Pueden servirse naturales o acompañados de crema y queso.
- Chirmol de pato
- Tamal de mojarra con plátano verde
- Totoposte: Tortilla grande muy delgada y tostada de unos 30 cm de diámetro, elaborada con masa muy fina de maíz y manteca de cerdo.
- Xguaj: Tortilla "gruesa" grande elaboradas de masa de maíz y hecha a mano sobre hoja de plátano. Para su elabroración el maíz se pone a cocer con cal, luego este se lava perfectamente con agua, se muele y se amasa y luego se procede a elaborar las torillas a mano para posteriormente ponerlas en un comal.
- Penchuque: Totilla muy gorda y grande, por lo común aderezada con coco, frijoles o chicharrón, para darle mejor sabor.

### Bebidas indígenas
- Guarapo: Esta bebida de color blanquecino, es creada a través de la fermentación del maíz tostado, la panela y el agua, es muy común para el Día de muertos y para rezos, ya que se acostumbra a ponerlo en los altares.
- Pozol de maíz tierno
- Pozol de plátano
- Pozol con camote
- Pixte: Bebida de masa de maíz revuelta con semilla de zapote rojo o mamey tostada y molida.
- Atole de calabaza

| Gastronomía indígena chontal        |                                           |                                                                         |                                                 |
|                                     |                                           |                                                                         |                                                 |
| Chirmol de pejelagarto (ichir-ibam) | Tamales colorados (ch+ch+kbe'wáj de píyo) | Tamales de chaya y semillas de calabaza (Be'ew'+r e'kt'o xix bek'ch'um) | Tamales de frijol con chicharrón (Bew+rbú' t'o) |
|                                     |                                           |                                                                         |                                                 |
| Plátanos sancochados (chapä ja'as)  | Plátanos asados                           | Manea chontal                                                           | Pozol de maíz tierno                            |

## Platillos exóticos
La cocina de Tabasco es un tanto exótica, se pueden encontrar diversas recetas prehispánicas de la gastronomía tradicional del estado, elaboradas con animales propios de la región y que antaño abundaban en el territorio tabasqueño. Entre estos platillos, podemos encontrar: Venado en adobo, salpicón de venado, hicotea en verde, hicotea en sangre, hicotea en rojo, pochitoque (especie de tortuga pequeña), guao asado, torta de iguana, iguana en chirmol, iguana asada, garrobo entomatado, cangrejo azul en chirmol tepezcuintle horneado entre hojas de plátano y armadillo asado.
Sin embargo en la actualidad la caza, pesca, venta y consumo de especies como la hicotea, pochitoque, guao, chiquiguao, tortuga blanca, iguana, garrobo, cangrejo azul tepezcuintle y armadillo, está prohibida por la ley ya que se encuentran en la lista de especies en peligro de extinción, por lo que los restaurantes de la entidad, no ofrecen platillos de estas especies, ni se encuentran disponibles en los mercados públicos.